# Tankori
Ne doit pas être confondu avec Tobo-Tankori.
Tankori est une commune rurale située dans le département de Coalla de la province de la Gnagna dans la région de l'Est au Burkina Faso.

## Géographie
Tankori se trouve à 5 km au nord-ouest de Coalla – et à 20 km de la route nationale 18 – sur la rive gauche de la rivière Faga.

## Santé et éducation
Le centre de soins le plus proche de Tankori est le centre de santé et de promotion sociale (CSPS) de Coalla.